# 횡성군
횡성군(橫城郡)은 대한민국 강원특별자치도 서남부의 군이다. 한우와 (안흥찐빵 등이 대표적인 특산물로 유명하여 역사적으로는 동명성왕을 시조로 하는 횡성 고씨(橫城 高氏)의 관향으로 알려져 있다.

## 역사

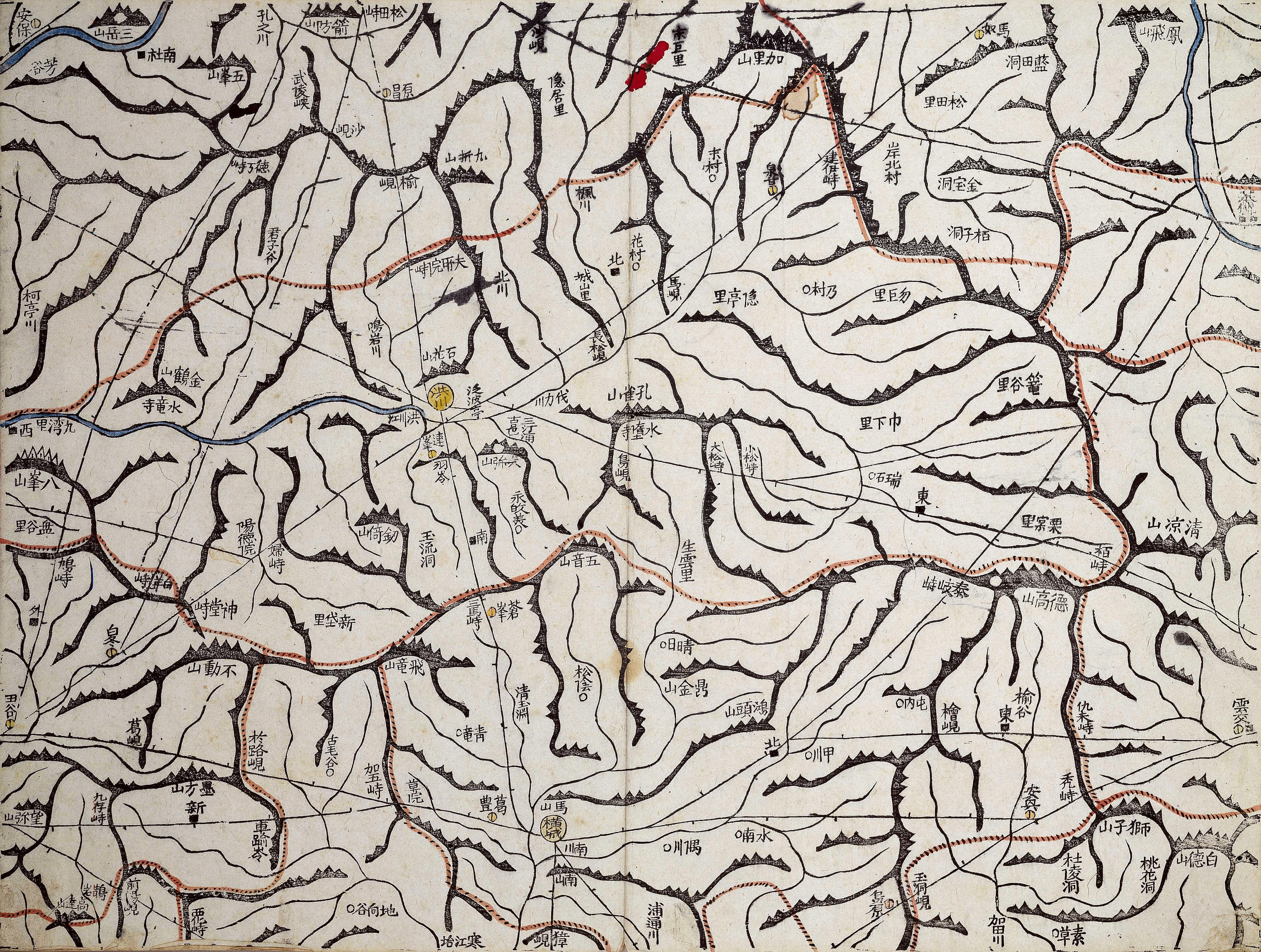
《대동여지도》

고구려 시대에는 횡천현(橫川縣) 또는 어사매(於斯買)로 불렸다. 신라 때에 와서 황천(潢川)이라 고치고 삭주(朔州)의 영현(領縣)이 되었다가 고려에 와서 다시 횡천이라 부르게 되었다. 홍천과 횡천의 발음이 비슷하다 하여 1413년경부터 횡성으로 개칭하여 내려오다가 1895년 군으로 되었다.
- 조선 중기 강원도 횡성현
- 1895년 6월 23일(음력 윤5월 1일) 춘천부 횡성군으로 개편하였다.[2]
- 1896년 8월 4일 강원도 횡성군으로 개편하였다.[3]
- 1914년 4월 1일 8면(군내면, 우천면, 정곡면, 둔내면, 갑천면, 청일면, 공근면, 고모곡면)으로 개편하였다.[4]
- 1937년 군내면을 횡성면으로, 정곡면을 안흥면으로, 고모곡면을 서원면으로 각각 개칭하였다.
- 1963년 1월 1일 영월군 수주면 일부를 안흥면에 편입하였다.[5]
- 1973년 7월 1일 홍천군 남면 상창봉리를 공근면으로, 우천면 3개리(조곡리·생운리·남산리)를 횡성면으로, 안흥면 7개리(하궁리·정금리·산전리·용둔리·상하가리·하대리·상대리)를 우천면, 안흥면 궁종리 및 갑천면 태기리가 둔내면, 갑천면 3개리(갑천리·유평리·고시리)가 청일면으로, 청일면 6개리(율동리·삼거리·전촌리·추동리·대관대리·병지방리)를 갑천면으로 편입하였다.[6]
- 1979년 5월 1일 횡성면이 횡성읍으로 승격하였다.[7] (1읍 7면)
- 1983년 2월 15일 서원면 매호리·산현리 및 압곡리 중 일부가 원성군(현 원주시) 호저면으로 편입되었고, 우천면 정암리·추동리가 횡성읍으로 편입되었다.[8]
- 1989년 4월 1일 안흥면 강림출장소(강림리, 부곡리, 월호리)를 강림면으로 승격하였다.[9](1읍 8면)
- 2000년 1월 12일 갑천면 부동리를 삼거리에 합동하였다.[10]

### 횡성 고씨
고구려의 마지막 왕 보장왕의 아들 고인승(高仁承)을 중시조로 하는 횡성 고씨(橫城 高氏)의 관향이다. 대한민국에서는 1824년 횡성 고씨(橫城 高氏) 족보가 발견되어 시조가 고구려 시조 동명성왕임을 밝혔고, 이어 1995년과 2004년 강원일보의 보도기사로 그 존재가 세상에 알려졌다.

## 지리
횡성군은 영서 지방에 위치해 있다. 동부의 우천면, 안흥면 지역은 산세가 매우 험준하다. 동쪽으로는 영동고속도로 등을 경계로 평창군, 서쪽으로는 경기도 양평군, 남쪽으로는 치악산을 경계로 원주시와 영월군이, 북쪽으로는 중앙고속도로 등을 경계로 홍천군과 접한다. 횡성읍이 이 지역 대표적인 중심부이다.
강원특별자치도의 서남부에 위치하며 동·북·남의 3면은 산맥에 포위되고 겨우 서쪽 1면만이 섬강(蟾江)에 의하여 트여 있다. 즉 동부 및 남부는 태백산맥의 오대산으로부터 분기된 차령산맥의 본맥이 뻗어 1,000ｍ 이상의 매우 고준한 산이 되고 군 중앙부로 향하여 낮아져 있다. 산악으로는 태기산(1,264m), 청태산(1,190m), 봉복산(1,028m), 운무산(980m)이 동북방에 선을 이어 산맥을 이루고 북방으로는 수리봉(1,028m), 발교산(998.4m), 오음산(930m)의 900m 대의 산이 있고, 동방으로는 사자산(1,040m), 배향산(808m)의 산이 있고, 남으로는 치악산 국립공원 내의 남대봉(1,181.5m), 향로봉(1.040m), 비로봉(1,288m)과 매화산(1,084m)이 있으며 서쪽으로는 성지(791m)이 최고 높은 산이다. 여기서 특이한 점은 봉복산을 제외한 모든산이 군계와 접하고 있어 군을 둥글 게 산으로 감싸고 있는 형상을 하고 있다는 점이다.
그런데 섬강(蟾江)의 곡지가 중앙에 있어 거기에 침식분지인 횡성분지가 넓게 서남쪽으로 트여 있다. 지질은 주로 화강암과 화강편마암계로 되어 있다.

### 기후
내륙 산간에 위치하여 해양의 영향을 전혀 받지 못하는 관계로 대륙성 기후로서 기온의 교차가 심하다. 연평균 기온 10.7 , 1월 평균 －6.3 , 8월 평균 25.5 , 최고 기온 41.5 (1942. 7. 14), 최저 기온 －29.8 (1927. 7. 31), 연평균 강수량 1,250mm이다.

## 지질
횡성군은 경기 육괴 중동부에 위치해 있으나 지질은 대부분 중생대에 관입한 화강암류로 구성되어 있다. 남부의 안흥면만이 선캄브리아기 원생대에 형성된 편마암류로 구성되어 있다.

## 행정 구역
횡성군의 행정 구역은 1읍 8면, 175 행정리, 110 법정리로 구성되어 있다. 횡성군의 면적은 997.68km2이며, 인구는 2016년 9월을 기준으로 45,951명이고 그중 44.8%가 횡성읍에 거주한다. 예전에는 103,731명을 기록하기도 했고, 2006년 이후 인구가 계속 늘고 있다.
| 읍면동 | 한자   | 인구   | 세대   | 면적   | 행정 지도 |
| ------ | ------ | ------ | ------ | ------ | --------- |
| 횡성읍 | 橫城邑 | 20,461 | 8,569  | 72.41  |           |
| 우천면 | 隅川面 | 4,549  | 2,278  | 94.80  |           |
| 안흥면 | 安興面 | 3,164  | 1,340  | 96.35  |           |
| 둔내면 | 屯內面 | 5,640  | 2,715  | 128.04 |           |
| 갑천면 | 甲川面 | 2,288  | 1,214  | 123.35 |           |
| 청일면 | 晴日面 | 2,398  | 1,254  | 133.63 |           |
| 공근면 | 公根面 | 3,617  | 1,796  | 129.3  |           |
| 서원면 | 書院面 | 2,192  | 1,086  | 123.43 |           |
| 강림면 | 講林面 | 1,642  | 858    | 96.37  |           |
| 횡성군 | 橫城郡 | 45,951 | 21,110 | 997.68 |           |

## 교통
5·6번 국도가 교차하고 우천면, 안흥면을 통과하는 42번 국도가 있다. 영동고속도로가 군의 중앙을 횡단하고 중앙고속도로가 종단한다. 횡성군은 독자적으로 군내버스를 운영하지 않으며 원주시내버스가 횡성을 연장하는 형식으로 운행한다. 2017년에는 경강선이 군내를 관통하여 횡성역, 둔내역이 신설되고 서울과 횡성을 40분에 이어 줄 수 있게 되어 서울로의 접근이 편리해진다.

### 항공
횡성읍에 원주공항이 있으며 제주국제공항으로 주14회(하루 왕복 2회) 운항한다. 다른 항공사는 운항하지 않으며 오로지 대한항공만 운항한다.
(비행기의 활주로는 따로 만들어지지 않았고, 근처의 공군부대까지 셔틀버스로 이동한 후 공군부대 활주로에서 비행기가 이착륙을 한다.)

### 고속도로
| 50 영동고속도로 | 원주 나들목 ↔ 새말 나들목 ↔ 둔내 나들목 ↔ 동둔내 나들목 ↔ 면온 나들목 |
| 55 중앙고속도로 | 홍천 나들목 ↔ 횡성 나들목 ↔ 북원주 나들목                             |

### 국도
| 5 | 영서로 | 6 | 경강로 | 19 | 성동로, 태기로 | 42 | 서동로 |

| 406 | 금계로 | 409 | 서원서로, 신평석화로 | 411 | 서동로, 강변로 |

### 철도
| 경강선 | 만종역 ↔ 횡성역 ↔ 둔내역 ↔ 평창역 |

### 시외버스
| 횡성시외버스터미널 | 시외 버스 운행 (횡성읍 읍하리) |

## 산업

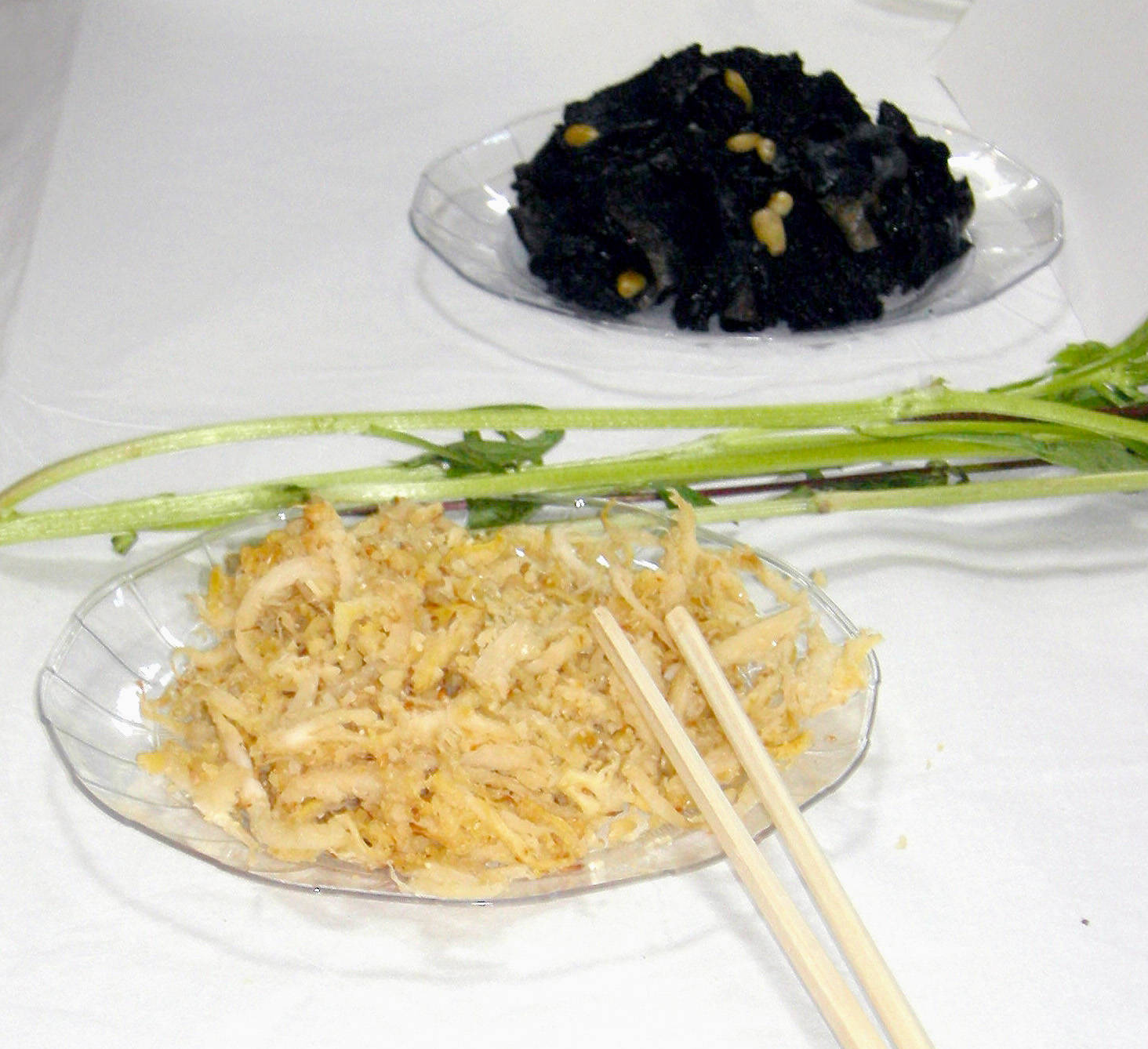
특산물인 더덕무침

주요 산업은 농업이며, 인구의 약 68%가 농업에 종사하고 있고, 서비스업·상업 등이 겨우 10%를 차지하는 전형적인 농업군이다.

### 농업
비교적 농토가 넓으나 산간지이므로 밭이 많고 유축 농업으로 수익을 올리고 있으며 육우단지가 있다. 양잠이 성하여 도내 상위이며, 매년 많은 수익을 올리고 있다. 또, 크고 맛이 좋은 횡성 밤의 명산지로 이름이 높다. 그리고 영동고속도로 연변에는 유실수 단지, 채소·화훼단지를 조성하고 있다. 경지 면적 약 156km2 중 논밭비율은 38：62로 밭이 대단히 많다. 주요 농산물은 쌀·옥수수·감자·콩·메밀·담배·누에고치 등이다. 특히 홉은 전국 총생산량의 70%를 차지한다.

### 광공업
지하자원에 있어서는 금·은·동·철·망간 등의 매장이 있으며, 청일면에 있는 금광과 공근면(公根面)에 있는 철광은 군의 경제에 크게 이바지하고 있다. 대동 철광에서는 앞으로 40년을 더 채광할 수 있다고 한다. 공업으로서는 양곡 가공업·요업·제재업 등이 있으며, 갈포벽지 공장은 주로 수출품을 생산, 외화를 획득한다.

### 특산물
한우·감자·더덕·찐빵·건고추·참기름·들기름·누룽지밥·솔잎진송엑기스·옹기독 전통장류·고랭지토마토·고랭지/절인 배추·양송이·하향주 등이 유명하다. 횡성군의 한우는 횡성한우라는 이름의 고급 한우로 전국적으로 유명하며 지리적표시제를 통해 보호받고 있다. 이와 같이 횡성한우를 삼양식품의 쇠고기면에도 소 캐릭터가 새겨져 있는 것이 주된 특징으로 봐야 한다.

## 문화·관광
- 중금리 삼층석탑
- 청태산자연휴양림
- 횡성향교
- 우리별천문대
- 강원쥬라기랜드
- 횡성자연휴양림
- 둔내자연휴양림
- 횡성생활체육공원
- 둔내종합체육공원
- 어답산
- 웰리힐리파크

### 축제
- 횡성한우 축제

가을추수가 끝나면 풍요를 축하하며 열렸던 횡성의 대표적인 문화축제 태풍문화제가 횡성의 대표브랜드인 한우를 내세워 2004년부터는 횡성한우축제로 거듭나게 되었다. 횡성군은 지역특산품인 더덕을 명품화하기 위해 생산지를 넓히고 더덕캐기 영농체험행사를 비롯해 가공산업을 육성해 나가는 등 전국 최대 더덕주산지로 자리매김하고 있다. 재래시장의 환경개선과 활성화를 위해 횡성시장의 현대화가 추진됐다. 새단장 이후 매출도 증가하는 등 횡성재래시장이 활기를 띄고 있다. 횡성한우의 최고급 육질을 믿고 즐길 수 있는 한우 프라자, 새말 인터체인지 부근 우항시장에 세워져 판매는 물론 한우박물관으로 관광객들의 입과 눈을 모아 또다른 명소로 각광받고 있다.
- 안흥찐빵축제

(횡성에서 3번째로 규모가 큰 축제이다.)
- 더덕축제
- 횡성회다지소리민속문화제
- 둔내고랭지토마토축제

(횡성에서 2번째로 규모가 큰 축제이다.)

## 군사
대한민국 공군의 제8전투비행단이 인근의 원주시 소초면에 주둔하고 있으며, 대한민국 육군의 36사단 예하의 일부 부대가 이 지역을 관할하고 있다.

## 교육 기관

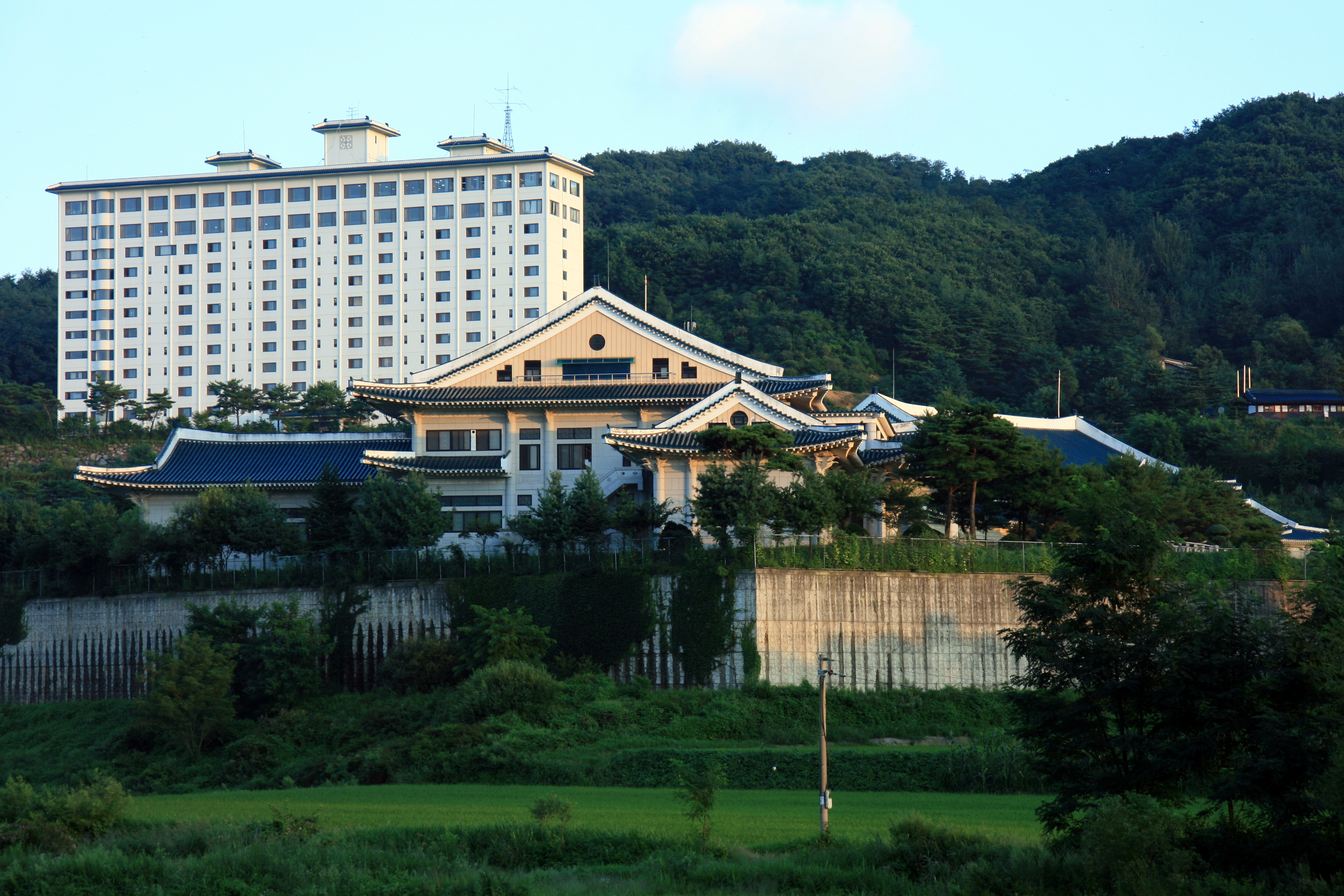
민족사관 고등학교

- 사립전문대학

|  | - 송호대학교 - 한국골프과학기술대학교 |

- 고등학교

|  | - 민족사관고등학교 - 갑천고등학교 | - 둔내고등학교 - 안흥고등학교 | - 횡성고등학교 - 횡성여자고등학교 |

## 자매 도시
| 지역 & 국가 | 도시                  | 도시                |
| ----------- | --------------------- | ------------------- |
| 중국        | 저장성 린하이시       | 저장성 린하이시     |
| 대한민국    | 서울특별시            | 금천구              |
| 대한민국    | 서울특별시            | 서초구              |
| 일본        | 사이타마현 우라와시   | 사이타마현 우라와시 |
| 일본        | 시즈오카현 가케가와시 |                     |

## 같이 보기
- 대한민국의 지리